# How Do You Do! (Cascada-dal)
A How Do You Do a Cascada együttes negyedik kislemeze az Everytime We Touch albumról.

## Dallista

### Európai dallista
1. How Do You Do! (Dance radio edit)
2. How Do You Do! (Radio mix)
3. How Do You Do! (Megara vs. DJ Lee radio edit)
4. How Do You Do! (Rob Mayth short edit)
5. How Do You Do! (Original mix)
6. How Do You Do! (Megara vs. DJ Lee remix)
7. How Do You Do! (Tune up! remix)
8. How Do You Do! (Veranos fuzzy styled remix)
9. How Do You Do! (a speech)

### Összes verzió
- How Do You Do (Dance Radio Edit) - 2:51
- How Do You Do (Pop Airplay Mix) -  2:53
- How Do You Do (Radio Edit) -  3:18
- How Do You Do (Club Mix) -  5:06
- How Do You Do (Rob Mayth Radio Edit) -  3:57
- How Do You Do (Rob Mayth Remix) -  5:32
- How Do You Do (Megara Vs. DJ Lee Radio Edit) -  3:13
- How Do You Do (Megara Vs. DJ Lee Remix) -  7:07
- How Do You Do (Tune Up! Radio Edit) -  3:28
- How Do You Do (Tune Up! Remix) -  5:32
- How Do You Do (Verano Short Cut) -  3:30
- How Do You Do (Verano Fuzzy Styled Remix) -  6:02
- How Do You Do (Exr Reconstruction) -  5:59
- How Do You Do - 3:31
- How Do You Do (Wanchu Remix) -  7:51